# Josef Keller (Politiker, 1949)
Josef Keller (* 4. Januar 1949 in Ludwigshafen am Rhein) ist ein deutscher Politiker (CDU).

## Leben und Beruf
Nach dem Abitur studierte Josef Keller auf das Lehramt an Grund- und Hauptschulen an der Erziehungswissenschaftlichen Hochschule Worms. Von 1973 bis 1994 war er als Lehrer in Ludwigshafen tätig, zuletzt als Rektor einer Grundschule. Keller ist verheiratet und hat ein Kind.

## Politik
1967 trat Keller der CDU bei. 1973/74 war er stellvertretender Bundesvorsitzender des Rings Christlich-Demokratischer Studenten. 1974 wurde er in den Stadtrat von Ludwigshafen gewählt, dem er bis 2004 angehörte. Von 1992 bis 2006 war er Vorsitzender der CDU Ludwigshafen. Von 1995 bis 2011 war Keller Abgeordneter im rheinland-pfälzischen Landtag. Dort war er von 1996 bis 2001 Vorsitzender des medienpolitischen Ausschusses und bis 2009 bildungspolitischer Sprecher der CDU-Landtagsfraktion.